# Harold L. Mitchell
Harold L. Mitchell (* 28. Juli 1897 in Waynesburg, Pennsylvania; † 21. Oktober 1997 in Pittsburgh, Pennsylvania) war ein US-amerikanischer Neurologe und Psychiater.

## Leben

### Familie und Ausbildung
Der aus dem Borough Waynesburg, County Seat des Greene County, stammende Harold L. Mitchell, Sohn des Thomas Jefferson Mitchell und der Margaret Wise Mitchell, widmete sich nach dem Besuch der öffentlichen Schulen dem Studium der Medizin an der University of Pittsburgh, 1919 erwarb er den akademischen Grad eines Bachelor of Science, 1921 wurde er zum M.D. promoviert.
Harold L. Mitchell vermählte sich am 1. Dezember 1921 mit Sarah Jane Stretton. Der Verbindung entstammten die Kinder Harold L. junior und Enid Mitchell, Ehefrau des Dr. Lester A, Dunmire. Er verstarb im Oktober 1997 im Alter von 100 Jahren in Pittsburgh.

### Beruflicher Werdegang
Harold L. Mitchell bekleidete nach seinem Studienabschluss eine Assistenzarztstelle am St. Francis Hospital in Pittsburgh. Im Anschluss absolvierte er in den Jahren 1922 bis 1923 die Facharztausbildung in Neurologie am Neurological Institute in New York City. Nach seiner Rückkehr nach Pittsburgh eröffnete er eine  neuropsychiatrische Privatpraxis. 1924 nahm er eine Lehrtätigkeit an der University of Pittsburgh School of Medicine auf, 1946 wurde er zum Full Professor ernannt. Zusätzlich wurde er zum beratenden Neurologen am University Medical Center sowie 1948 zum Chef des neuropsychiatrischen Dienstes am St. Francis Hospital bestellt.
Harold L. Mitchell, der 1942 ein Zertifikat in Neurologie und Psychiatrie des American Board of Psychiatry and Neurology erhielt, fungierte als Präsident der Pennsylvania Psychiatric Society und der Pittsburgh Academy of Medicine. Der zum Mitglied der American Medical Association gewählte Harold L. Mitchell zählte zu den führenden Neurologen und Psychiatern der Vereinigten Staaten seiner Zeit. Die University of Pittsburgh Medical School verleiht zu seinen Ehren jährlich den Harold L. Mitchell Prize for Neurology.

## Schrift
- zusammen mit John A. Malcolm: The management of islet-cell tumors of the pancreas correlated with neuropsychiatric phenomena. in: Journal of Nervous and Mental Disease, Volume 107, Issue 6, Williams & Wilkins, Baltimore, MD., 1948, S. 545–555.